# Dunedinia occidentalis
Dunedinia occidentalis là một loài nhện trong họ Linyphiidae.
Loài này thuộc chi Dunedinia. Dunedinia occidentalis được Alfred Frank Millidge miêu tả năm 1993.